# アメリカ合衆国州知事一覧
| 民主党 | 共和党 | 無所属 |

州知事の所属政党

アメリカ合衆国州知事一覧（アメリカがっしゅうこくしゅうちじいちらん）は、アメリカ合衆国の州知事の一覧。全50州のうち27人が共和党、23人が民主党の知事である。また下記に、アメリカ合衆国の海外領土の行政組織体（準州その他の地方自治体）の知事一覧も含む。

## 州知事一覧
現在の任期は「退任日」欄の年の1月末で満了する。ただし、アラスカ州、ハワイ州、ケンタッキー州については12月で満了。「退任日」欄の「多選制限」は現知事が再選の資格を有さないことを示し、「退職予定」は現知事が任期末での退職又は他の選挙への出馬を表明していることを示す。
| アラバマ州           | | ケイ・アイヴィー               |  | 共和党                 | 2017年4月10日  | 2027年 （多選制限） |
| アラスカ州           | | マイク・ダンリービー           |  | 共和党                 | 2018年12月3日  | 2026年 （多選制限） |
| アリゾナ州           | | ケイティ・ホッブス             |  | 民主党                 | 2023年1月2日   | 2027年              |
| アーカンソー州       | | サラ・ハッカビー・サンダース   |  | 共和党                 | 2023年1月10日  | 2027年              |
| カリフォルニア州     | | ギャビン・ニューサム           |  | 民主党                 | 2019年1月7日   | 2027年 （多選制限） |
| コロラド州           | | ジャレド・ポリス               |  | 民主党                 | 2019年1月8日   | 2027年 （多選制限） |
| コネチカット州       | | ネッド・ラモント               |  | 民主党                 | 2019年1月9日   | 2027年              |
| デラウェア州         | | マット・マイヤー               |  | 民主党                 | 2024年1月21日  | 2029年              |
| フロリダ州           | | ロン・デサンティス             |  | 共和党                 | 2019年1月8日   | 2027年 （多選制限） |
| ジョージア州         | | ブライアン・ケンプ             |  | 共和党                 | 2019年1月14日  | 2027年              |
| ハワイ州             | | ジョシュ・グリーン             |  | 民主党                 | 2022年12月5日  | 2026年              |
| アイダホ州           | | ブラッド・リトル               |  | 共和党                 | 2019年1月7日   | 2027年              |
| イリノイ州           | | J・B・プリツカー               |  | 民主党                 | 2019年1月14日  | 2027年              |
| インディアナ州       | | マイケル・K・ブラウン          |  | 共和党                 | 2025年1月13日  | 2029年              |
| アイオワ州           | | キム・レイノルズ               |  | 共和党                 | 2017年5月24日  | 2027年              |
| カンザス州           | | ローラ・ケリー                 |  | 民主党                 | 2019年1月14日  | 2027年 （多選制限） |
| ケンタッキー州       | | アンディ・ベシア               |  | 民主党                 | 2019年12月10日 | 2027年 （多選制限） |
| ルイジアナ州         | John Bel Edwards | ジェフ・ランドリー             |  | 共和党                 | 2024年1月8日   | 2028年              |
| メイン州             | | ジャネット・ミルズ             |  | 民主党                 | 2019年1月2日   | 2027年 （多選制限） |
| メリーランド州       | | ウェス・ムーア                 |  | 民主党                 | 2023年1月18日  | 2027年              |
| マサチューセッツ州   | | モーラ・ヒーリー               |  | 民主党                 | 2023年1月5日   | 2027年              |
| ミシガン州           | | グレッチェン・ホイットマー     |  | 民主党                 | 2019年1月1日   | 2027年 （多選制限） |
| ミネソタ州           | | ティム・ウォルズ               |  | ミネソタ民主農民労働党 | 2019年1月7日   | 2027年              |
| ミシシッピ州         | | テイト・リーブス               |  | 共和党                 | 2020年1月14日  | 2028年 （多選制限） |
| ミズーリ州           | | マイク・キーホー               |  | 共和党                 | 2025年1月13日  | 2029年              |
| モンタナ州           | | グレッグ・ジアンフォルテ       |  | 共和党                 | 2021年1月4日   | 2025年              |
| ネブラスカ州         | | ジム・ピレン                   |  | 共和党                 | 2023年1月5日   | 2027年              |
| ネバダ州             | | ジョー・ロンバルド             |  | 共和党                 | 2023年1月2日   | 2027年              |
| ニューハンプシャー州 | | ケリー・アヨット               |  | 共和党                 | 2025年1月9日   | 2029年              |
| ニュージャージー州   | | フィル・マーフィー             |  | 民主党                 | 2018年1月16日  | 2026年 （多選制限） |
| ニューメキシコ州     | | ミシェル・ルーハン・グリシャム |  | 民主党                 | 2019年1月1日   | 2027年 （多選制限） |
| ニューヨーク州       | | キャシー・ホウクル             |  | 民主党                 | 2021年8月24日  | 2026年              |
| ノースカロライナ州   | | ジョシュ・スタイン             |  | 民主党                 | 2025年1月1日   | 2029年              |
| ノースダコタ州       | | ケリー・アームストロング       |  | 共和党                 | 2024年12月15日 | 2028年              |
| オハイオ州           | | マイク・ドゥワイン             |  | 共和党                 | 2019年1月14日  | 2027年 （多選制限） |
| オクラホマ州         | | ケヴィン・スティット           |  | 共和党                 | 2019年1月14日  | 2027年 （多選制限） |
| オレゴン州           | | ティナ・コテック               |  | 民主党                 | 2023年1月9日   | 2027年              |
| ペンシルベニア州     | | ジョシュ・シャピロ             |  | 民主党                 | 2023年1月17日  | 2027年              |
| ロードアイランド州   | | ダニエル・マッキー             |  | 民主党                 | 2021年3月2日   | 2027年              |
| サウスカロライナ州   | | ヘンリー・マクマスター         |  | 共和党                 | 2017年1月24日  | 2027年 （多選制限） |
| サウスダコタ州       | | クリスティ・ノーム             |  | 共和党                 | 2019年1月5日   | 2027年 （多選制限） |
| テネシー州           | | ビル・リー                     |  | 共和党                 | 2019年1月19日  | 2027年 （多選制限） |
| テキサス州           | | グレッグ・アボット             |  | 共和党                 | 2015年1月20日  | 2027年              |
| ユタ州               | | スペンサー・コックス           |  | 共和党                 | 2021年1月4日   | 2025年              |
| バーモント州         | | フィル・スコット               |  | 共和党                 | 2017年1月5日   | 2025年              |
| バージニア州         | https://upload.wikimedia.org/wikipedia/commons/thumb/2/27/Youngkin_Governor_Portrait.jpg/330px-Youngkin_Governor_Portrait.jpg | グレン・ヤンキン               |  | 共和党                 | 2022年1月15日  | 2026年 （多選制限） |
| ワシントン州         | | ボブ・ファーガソン             |  | 民主党                 | 2025年1月15日  | 2029年              |
| ウェストバージニア州 | | パトリック・モリッシー         |  | 共和党                 | 2025年1月13日  | 2029年              |
| ウィスコンシン州     | | トニー・エバーズ               |  | 民主党                 | 2019年1月7日   | 2027年              |
| ワイオミング州       | | マーク・ゴードン               |  | 共和党                 | 2019年1月7日   | 2027年 （多選制限） |

## 準州その他の知事の一覧
下記はアメリカ合衆国の海外領土の行政組織体（準州その他の地方自治体）の知事一覧。
| アメリカ領サモア         |  | レマヌ・ペレティ・マウガ |  | 民主党                | 2021年1月3日  | 2025年 |
| グアム                   |  | ルー・レオン・ゲレロ     |  | 民主党                | 2019年1月7日  | 2027年 |
| 北マリアナ諸島           |  | デビッド・M・アパタン    |  | 無所属                | 2025年7月23日 | 2027年 |
| プエルトリコ             |  | ヘニフェル・ゴンサレス   |  | 新進歩党 （共和党系） | 2025年1月2日  | 2029年 |
| アメリカ領ヴァージン諸島 |  | アルバート・ブライアン   |  | 民主党                | 2019年1月7日  | 2027年 |

## 備考
1. ↑  傘下のミネソタ民主農民労働党含む。
2. ↑  公式にはアメリカ領サモア準州知事は政党に属さない地位だが、知事自身は国政レベルの政党に属している。